# Melligomphus
Genre
Melligomphus est un genre de libellules de la famille des Gomphidae (sous-ordre des Anisoptères, ordre des Odonates).

## Systématique
Le genre Melligomphus a été créé en 1990 par l'entomologiste chinois, spécialiste des odonates, Hsiu-fu Chao (d) (1917-2001).

## Liste des espèces
Selon BioLib (24 mai 2022) :
- Melligomphus acinaces (Laidlaw, 1922)
- Melligomphus ardens (Needham, 1930)
- Melligomphus cataractus Chao & Liu in Chao, 1990
- Melligomphus dolus (Needham, 1930)
- Melligomphus guangdongensis (Chao, 1994)
- Melligomphus ludens (Needham, 1930)
- Melligomphus viridicostus (Oguma, 1926)